# 爱尔兰四省旗

爱尔兰四省旗

爱尔兰四省旗，平均分成四份，分别为爱尔兰岛四個历史省份（芒斯特省、伦斯特省、康诺特省及阿尔斯特省）的旗帜。四省旗及其变形，广泛用于整个爱尔兰的体育运动和文化组织。变形，主要是指四个省份在四块区域出现的顺序的不同。

## 目前應用

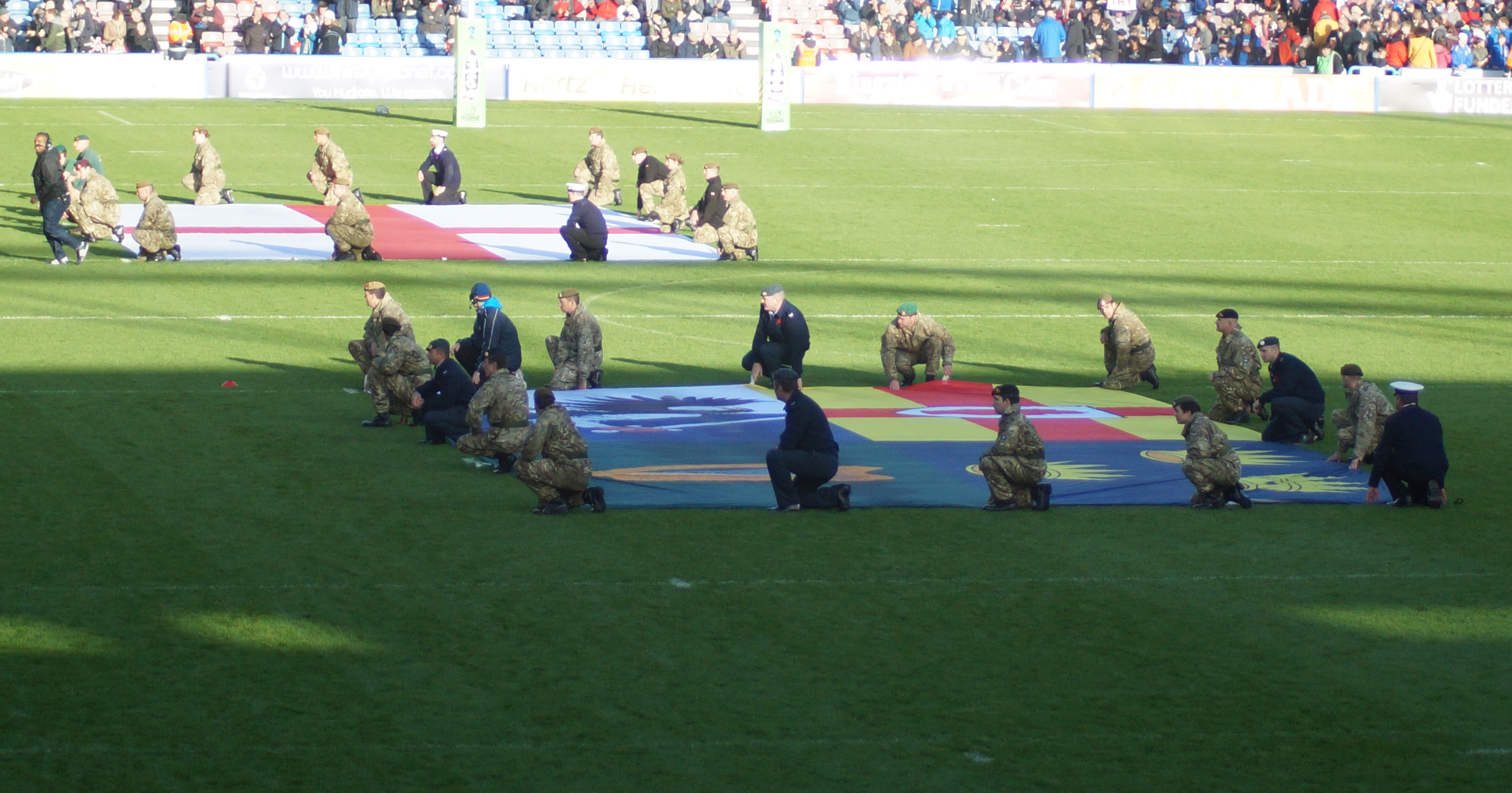
2013年世界盃聯盟式橄欖球賽英格蘭對愛爾蘭

該旗幟及其變型目前仍應用於許多遍及整個愛爾蘭島的組織，例如愛爾蘭橄欖球隊、愛爾蘭男子曲棍球隊及愛爾蘭業餘拳擊協會。

愛爾蘭橄欖球隊隊旗
愛爾蘭曲棍球隊隊旗